# Valami közeleg
A Valami közeleg (Something's Coming) a Született feleségek (Desperate Housewives) című amerikai filmsorozat hetvennyolcadik epizódja. Az Amerikai Egyesült Államokban először az ABC (American Broadcasting Company) adó sugározta 2007. december 2-án.

## Az epizód szereplői
- Nathan Fillion - Adam Mayfair
- Kathryn Joosten - Mrs. McCluskey
- John Slattery - Victor Lang
- Pat Crawford Brown - Ida Greenberg
- Melora Walters - Sylvia Greene
- James Luca McBride - Al Kaminsky
- Barry Nolan - Hiradó bemondó
- Eva Simone Fisher - Mrs. Kowalsky
- Bob Rusch - Biztonsági őr
- Billy Unger - Chad
- Christine Joaquin - Ápolónő
- Lynette Dupree - Ápolónő

## Az epizód cselekménye
Felhős napra ébrednek a Lila Akác köz lakói, de csak miután Gabrielle közli barátnőivel, hogy Carlosszal egy időre eltűnnek a városból, hogy ne kelljen félniük Victortól; jelenik meg Mrs. McCluskey, jelentve, hogy a közeli Mount Pleasant városkában tornádó tombol, és lehet, hogy Széplakra is lesújt.
Amikor Bree védelmi felszereléseket visz Susannek vész esetére, elmondja barátnőjének, hogy Orson tud róla, hogy Mike függője lett a tablettáknak. A dühös Susan ellátogat Orson rendelőjébe, ahol kérdőre vonja az éppen egy betegével foglalkozó fogorvost, amiért pirulákat adott egy függőnek.
Gabrielle a csomagolással van elfoglalva, mivel a tévében bemondják, hogy Victor másnap kikerül a kórházból. Carlos szól neki, hogy Al Kaminsky még a nap folyamán beugrik a titkos offshore bankszámla papírjaival, amik nélkül odavész Carlos összes rejtegetett pénze.
Lynette nagy nehezen ráveszi Mrs. McCluskeyt, hogy fogadja be a Scavo-családot az alagsorába, hogy ha beüt a tornádó, legyen hol megbújniuk. Habár az idős hölgy már meghívta kebelbarátnőjét, Ida Greenberget, belemegy a dologba, ugyanakkor tudja, hogy a csendes kártyapartinak lőttek.
Eközben az utcában megjelenik a korábban Adamet zaklató Sylvia, de ezúttal Katherine-nel fut össze, próbálván meggyőzni a feldühödött asszonyt, hogy Chicagóban viszonya volt Adammel. Katherine arcon köpi.
A jelenetnek Bree a szemtanúja, és miután a hűvös Katherine-ből semmit sem húz ki, a könnyekben kitörő Sylviát invitálja teára, ahol a kissé zavart nő elmondja neki, hogy Katherine azért mérges rá, mert a férje belé szerelmes. Mikor Bree elköveti azt a hibát, hogy Katherine-t és Adamet elégedett párnak nevezi, Sylvia úgymond rohamot kap: kiabálni kezd Bree-vel, esküdözve, hogy ezt nem csak kitalálta, és mikor Bree távozásra kéri, bezárkózik a fürdőszobába, ahová Bree a vizespalackokat és hasonlókat készítette tornádó esetére.
Mikor Mike rájön, hogy Susan megtalálta a kocsijában elrejtett tablettákat, veszekedni kezd vele. Susan elmondja neki, hogy azzal, hogy a barátnője férjét pumpolta a pirulákért, végleg elvetette a sulykot; és nem hajlandó odaadni Mike-nak a drogokat. A veszekedés hevében Susan leesik a lépcsőn, így Mike gyorsan beviszi a kórházba.
A kórházban a viharok miatt tömegesen vannak a betegek, és mivel Susan nem tűnik sebesültnek, sokáig kell várniuk. Mike ezért teljesen kikel magából, mondván, hogy a neje terhes, ezért ő is sürgős esetnek minősül. Összeverekszik egy ápolóval, ezért odabilincselik a padhoz.
Bree szól Adamnek és Katherine-nek Sylviáról, de Adam sem tudja rávenni a kissé őrült asszonyt, hogy jöjjön ki Bree fürdőszobájából. A szorult helyzetbe került Katherine elmondja Bree-nek, hogy Sylvia Adam páciense volt, és mikor Adam adott neki egy ártatlan puszit, a nő azt hitte, a férfi szereti, és amikor kiderült, hogy Adam nem is érez iránta semmit, Sylvia összeroppant, és feljelentette a nőgyógyászt szexuális zaklatásért. Ezért kellett Katherine-éknek maguk mögött hagyniuk Chicagót.
Edie az egyik szomszéd fiú jóvoltából megtudja, hogy Carlos és Gaby költöznek, ezért odamegy Gabrielle házához körülszaglászni. Akkor jelenik meg Al, és abban a hitben, hogy Gabrielle áll előtte, átadja a szőke ciklonnak a bankszámla papírjait, lelkére kötve, hogy vigyáz rá. Mikor távozik, Gabrielle meglátja a papírokat olvasgató Edie-t, és üldözni kezdi őt.
Lynette-ék mind lemennek Mrs. McCluskey alagsorába, ahol már ott van Karen és Ida, de van egy bökkenő: Mrs. Greenberg hozta a macskáját, Tobyt is, miközben Tom allergiás a macskákra. Lynette próbálja meggyőzni Idát, hogy a cicát tegyék be egy szekrénybe a földszinten, de a hölgy hallani se akar róla.
Susan megnyugtató hírrel tér vissza a kórházi váróban lekötözött Mike-hoz: a magzatának nem esett baja. Azonban a barátságos hangnemnek vége szakad, amikor rájön, hogy Mike foga az ő piruláira fáj. Közli Mike-kal, hogy ha nem megy elvonóra, akkor fogja a gyereket, és elhagyja őt. Így Mike megígéri, hogy elmegy egy rehabilitációs központba.
Edie bezárkózik a házába Carlos offshore-papírjaival, de az elszánt Gabrielle betöri az ablakát egy székkel, így a fogócska Edie nappalijában folytatódik. Edie fölajánlja Gabynak, hogy ha megkapja a számla tartalmának 60%-át, akkor visszaadja az iratokat; de Gabrielle leteperi, és a papírokkal együtt kirohan az egyre erősödő szélbe. A fürge Edie azonban utoléri, és a harc során a papírokat elfújja a tornádó szele. A két asszony azonban mit sem törődik ezzel, amikor meglátják a Lila Akác köz felé közeledő hatalmas tölcsérfelhőt.
Mikor Ida és a gyerekek elalszanak, és Tom állapota a macska miatt egyre rosszabbra fordul, Lynette feloson a földszintre, hogy betegye a kandúrt egy szekrénybe. Azonban Mrs. McCluskey észreveszi, és követi. Odafent leteremti Lynette-et, mondván, hogy nem várhatja el, hogy Tomot válassza Ida macskája helyett, amikor Ida igazi barátja, nem úgy, mint Lynette, aki csak akkor keresi a társaságát, ha szüksége van valamire.
A vitának a szél vet véget: ugyanis kinyílik Mrs. McCluskey házának ajtaja, és a kis Toby nyávogva kirepül. Mrs. McCluskey elszántan kimegy utána a szélbe, és az aggódó Lynette követi. Mrs. McCluskey észreveszi, hogy a rettegő cica egy kocsi alá rejtőzött, és megpróbálja kicsalogatni. Ekkor veszik ők is észre a tölcsérfelhőt, de már hiába indulnak vissza az utca túloldalán álló McCluskey-házba: kerti sütők és székek repülnek el mellettük. Jobb híján Lynette Mrs. McCluskey kezét fogva berohan saját házába, ahol bebújnak a fürdőkádba, magukra terítve egy hatalmas ágymatracot.
Sylvia továbbra se nyitja ki Bree fürdőjének ajtaját, még akkor sem, mikor Orson megjön, jelentve, hogy idetart egy tölcsérfelhő. Így Bree, Katherine, Adam és Orson kénytelen a fürdőszobával szomszédos kamrában megbújni.
Edie és Gabrielle Edie két főnek is épphogy elegendő "pincéjében" keres menedéket, ahol Gaby bocsánatot kér, amiért Carlosszal hazudtak Edie-nek; Edie pedig bevallja, hogy nem is Gabyt utálja, csak dühös, mert hagyta magát beleszeretni Carlosba, holott tudta, hogy a férfi egyszer úgy is visszamegy Gabrielle-hez.
Eközben Bree elmondja Orsonnak, Katherine-nek és Adamnek, hogy Sylvia azt mondta, hogy bizonyítani tudja a viszonyát Adammel, mert tudja, hogy a férfinek van egy kígyómintájú tetoválása a jobb vállán - Bree pedig biztos benne, hogy ez nem igaz, mert látta Adamet a medencénél, és nem volt rajta tetoválás. Azonban Katherine elmondja neki, hogy Adamnek volt ilyen tetoválása, csak leszedette. Bree, Katherine és Orson egy emberként döbbennek rá, hogy Adam mindvégig hazudott: tényleg félrelépett Sylviával. Bree barátilag megfogja Katherine kezét, és egy bizonyos fal érezhetően ledől közöttük.
Carlos, hírt kapva a tornádóról elmegy Gabrielle házához, de kedvese helyett Victort találja ott. Hiába kér bocsánatot Victortól, a felszarvazott férfi rálő, így Carlos kénytelen kirohanni az utcára, ahol tombol a vihar. Odakint elszánt ökölharc veszi kezdetét a két férfi között - miután a pisztolyra rázuhan egy kocsi. A vihar szele egyre jobban pusztít, miközben Carlos a Young-ház felé menekül ellensége elől. A dühös Victor egy vasrudat kap fel a földről, miközben Carlos próbál bejutni a házba. Victor épp le akarja ütni Carlost, amikor a szél odarepít egy kerítésdarabot, ami átmegy Victor testén.
Carlos döbbenten áll ellensége teteme mellett, majd épp indul be a házba, amikor egy darab törmelék őt is fejbe kólintja, így eszméletlenül esik össze - míg a tornádó tovább tombol.
Sylvia végre kijön a fürdőszobából, és mivel nem találja Adamet, menni készülve kinyitja Bree házának ajtaját, és a szél felkapja, mint egy falevelet.
Később a Lila Akác közben ismét béke és csend uralkodik, mikor a lakók mind előjönnek rejtekhelyeikről. Bree döbbenten veszi észre, hogy a háza tetejét kilyukaszotta a szél. Lynette rémült sikolya járja át az utcát, amikor az asszony meglátja, hogy Mrs. McCluskey háza, melynek pincéjében gyermekei és férje rejtőztek, kártyavárként omlott össze.

## Mellékszereplők
- Nathan Fillion - Adam Mayfair
- Kathryn Joosten - Mrs. McCluskey
- John Slattery - Victor Lang
- Pat Crawford Brown - Ida Greenberg
- Melora Walters - Sylvia Greene
- James Luca McBride - Al Kaminsky
- Barry Nolan - Hírbemondó férfi
- Eva Simone Fisher - Mrs. Kowalsky
- Bob Rusch - Biztonsági őr
- Billy Unger - Chad
- Christine Joaquin - Ápolónő
- Lynette Dupree - 2. ápolónő
- Eric Christie - Orderly
- Brandon Lombardi - Riporter
- Lee Oliver Boyd - Hírbemondónő

## Mary Alice epizódzáró monológja
- A narrátor, Mary Alice monológja az epizód végén így hangzik (a magyar változat alapján):

"Olyan gyönyörű napnak indult… De akkor jött a szél, és megváltoztatott mindent. És nem csak a házakat és a kerteket - megváltoztak az emberek is. Míg a vihar tombolt, mindegyikük tanult valamit barátságról, megbocsátásról és megváltásról. És volt, aki a legkeményebb leckét tanulta meg: hogy az élet mindig törékeny és nagyon gyakran igazságtalan."

## Érdekességek
- Ezt a részt először 2007. december 2-án sugározták Amerikában. A következő epizód, a Késő bánat! több, mint egy hónapra rá, 2008. január 6-án került adásba. Ezután egy több, mint három hónapos szünet következett az írók sztrájkja miatt, és így az évad tizenegyedik részét, Az Úr napját 2008. április 13-án sugározták le először.
- A sorozatnak ez az epizódja volt az eddigi legköltségesebb.
- Ennek az epizódnak az első vetítésekor az eddigi legnagyobb volt a nézettsége a Született feleségek történetében (2,6 millió fő) a harmadik évad nyitóepizódja, az Eső kopog a tetőn óta, ami több, mint egy évvel korábban, 2006. szeptember 24-én került először adásba.

## Epizódcímek szerte a világban
- Angol: Something's Coming (Valami közeleg)
- Spanyol: Algo se acerca (Valami közeleg)
- Olasz: Quando S'Alza Il Vento (Ha nő a szél)
- Lengyel: Tornado (Tornádó)
- Német: Tornado (Tornádó)
- Francia kanadai: Tempête à l'horizon (Egy tornádó közeleg)